# Gueuze Cantillon 100% Lambic Bio
Gueuze Cantillon 100% Lambic Bio is een Belgisch bier van spontane gisting.
Het bier wordt gebrouwen in Brouwerij Cantillon te Anderlecht.
Het is een goudblonde geuze met een alcoholpercentage van 5%.

## Prijzen
- In 2011 werd Gueuze Cantillon 100% Lambic Bio door Test-Aankoop na een test van 210 speciaalbieren uitgeroepen als behorende tot de 18 beste bieren (bieren waarover de 30 proevers unaniem lovend waren).[1]
- Brussels Beer Challenge 2012 - Gouden medaille in de categorie Specialty Beer: Lambic&Gueuze